# Oka (Ausztria)
Oka (németül Oggau vagy Oggau am Neusiedler See, horvátul Cokula) mezőváros Ausztriában, Burgenland tartományban, a Kismartoni járásban.

## Fekvése
Kismartontól 19 km-re a Fertő nyugati partján fekszik.

## Népessége
| Lakosok száma | 1766 | 1739 | 1741 |
|               | 2016 | 2018 | 2022 |

## Nevének eredete
Eredeti neve Száka, ami a magyar Sac személynév kicsinyítős származéka.

## Története
Területén már a bronzkorban is éltek emberek. Ezt igazolja, hogy bronzkori leletek és római sírok kerültek elő a határából.
Okát 1344-ben "villa Zaka" néven említik először. 1393-ban szerepel először "Oka" néven írott forrásban. Ekkor már állt Szent Júdás és Tádé apostolok tiszteletére szentelt régi temploma. 1529-ben, 1532-ben és 1683-ban a török elpusztította. 1605-ben Bocskai  hajdúi égették fel. A támadások hatására 1650 körül több környező településsel, Ruszttal, Feketevárossal, Fehéregyházával együtt védőfalakkal vették körbe, melyen a nyugati oldalon egy kapu vezetett át. A falak 60 cm szélesek és 260 cm magasak voltak. A falakon kívül csak hat ház maradt. Lakói 1580-ban áttértek az evangélikus vallásra, katolikus plébániáját 1638-ban alapították újra. Anyakönyveit 1634-től vezetik. A 17. századtól az Esterházy család birtoka volt. 1711-ben pestisjárvány pusztított. Mai Római katolikus temploma 1731-ben épült,  a Szentháromság tiszteletére szentelték fel.
1868. február 13-án egy szörnyű tűzvészben 168 épület, közte 80 lakóház égett le.
Vályi András szerint " OGGAN. vagy Okkau. Német falu Sopron Várm. földes Ura H. Eszterházy Uraság, lakosai katolikusok, fekszik Sopronhoz 2 2/8 mértföldnyire, nagyobb része a’ helységnek főfallal van körűl véve, hegyes, és lapályos határja többnyire jó termékenységű, terem búzát, rozsot, árpát, tengerit, jó bort, erdeje kevés, nádgya elég van."
Fényes Elek szerint " Ogyan, német falu, Sopron vmegyében, a Fertő mellett, ut. p. Sopron. Van 1200 kath. lakosa, paroch. temploma, kevés szántóföldje, de sok és jó bora. Birja h. Eszterházy."
1910-ben 1670, túlnyomórészt német lakosa volt. A trianoni békeszerződésig Sopron vármegye Kismartoni járásához tartozott. 1921-től Ausztria Burgenland tartományának része. Védőfalait 1963-ban bontották le. 1994-ben mezővárosi rangot kapott.

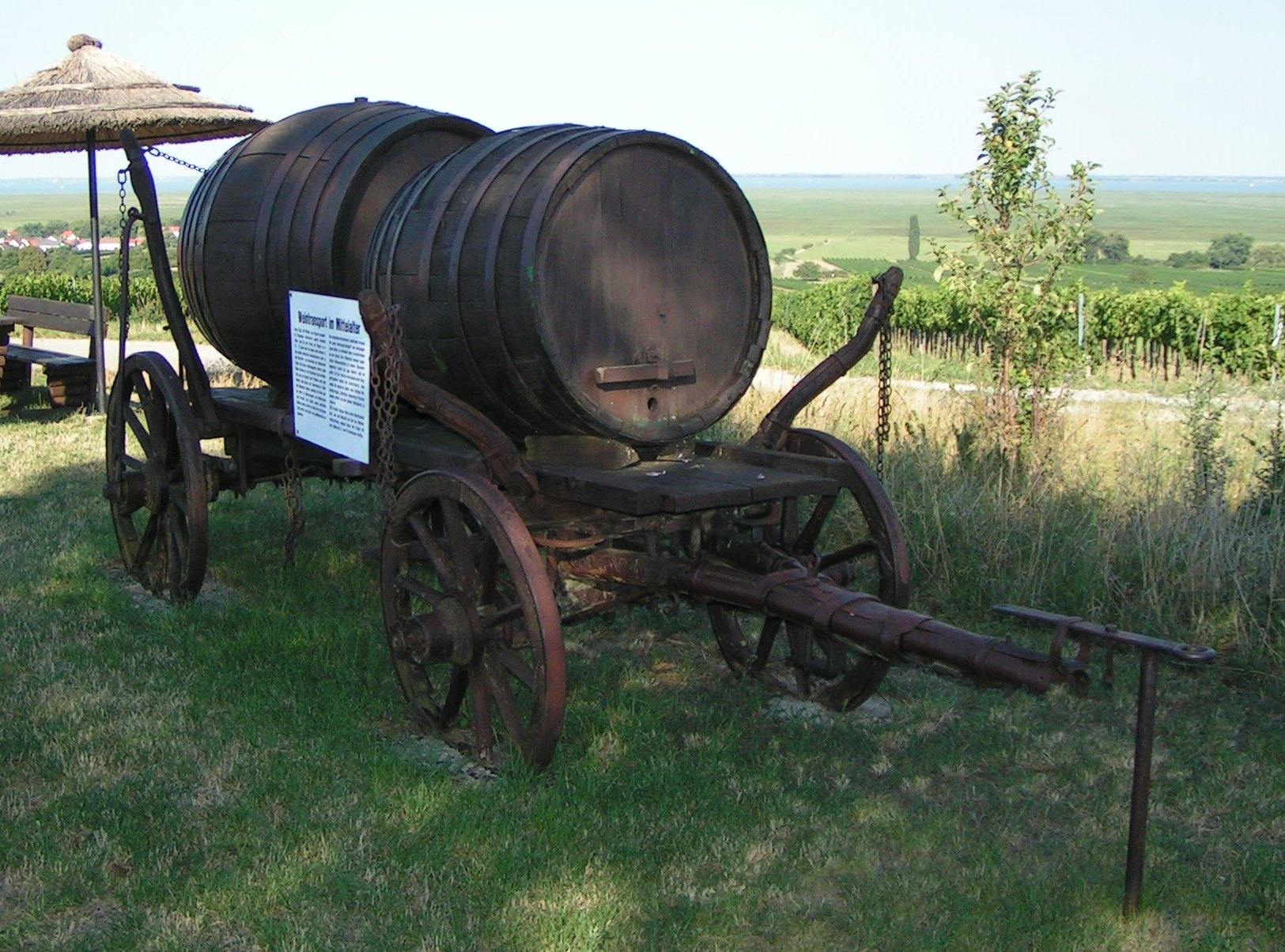
A bortanösvény okai állomása

## Nevezetességei
- A Szentháromság tiszteletére szentelt római katolikus temploma 1727 és 1731 között épült barokk stílusban.
- A plébánia épületét 1795-ben emelték.
- Két pestisoszlopa közül az egyik 1695-ben, a másik 1713-ban épült.

A település különleges látványossága a „Hölzstein”, egy 10-szer 20 méter nagyságú mészkőtömb, mely a külterületen fekszik. Egy helyi legenda szerint boszorkányok laknak benne.
- Okán régi szokás, hogy zenés-táncos ünnepség keretében minden augusztusban fát állítanak.
- A Szent Kereszt kápolna 1744-ben épült a korábbi, már 1700 előtt épített kápolna helyén.

## Híres emberek
Itt született 1835-ban Surányi János teológiai professzor.

## Külső hivatkozások
- Hivatalos oldal
- Nemhivatalos oldal
- Oka az Osztrák Statisztikai Hivatal honlapján
- Magyar katolikus lexikon